# Arranbee Doll Company
Arranbee (R&B) Doll Company est une entreprise américaine de fabrication de poupées qui a été active pendant la majeure partie du XXe siècle. Fondée en 1919 à New York, elle produit une grande variété de poupées, y compris des poupées en composition, en plastique et en vinyle. La société ferme ses portes en 1959, rachetée par sa concurrente, Vogue Dolls. 

## Historique
La société Arranbee est créée juste après la Première Guerre mondiale, en 1919, par William Rothsein jeune immigré polonais de dix-neuf ans arrivé aux États-Unis en 1909 et son associé M. Berman. Située sur Broadway à Manhattan, Arranbee (R&B) reprend les initiales des noms des fondateurs de l'entreprise. Avant de lancer sa propre production de poupées en composition en 1925, la société importait les têtes des poupées de marque allemande telles que Simon & Halbig ou Armand Marseille. Rothsein s'est vite imposé comme « la » figure d'Arranbee lorsqu'il créa la poupée Nancy en 1931 ; le modèle décliné en multiples versions et devint la poupée phare de la firme. 
Les poupées fabriquées par Arranbee avaient la réputation d'être de grande qualité, bien que sans originalité particulière. L'ère de fabrication des poupées fabriquées en composition cessa vers 1947 pour être manufacturées en matière plastique (matière communément appelée Rhodoïd en France) puis en vinyle au début des années 1950. Parmi les modèles les plus réputés, il faut citer : les poupons Bottletot et Dream Baby, Little Angel, Nancy, la débutante Debu'teen, Nannette et Nancy Lee. 
A la suite du décès brutal de William Rothsein survenu en 1957, sa famille reprend la direction de la société durant quelques mois puis la revend en 1959 à la firme Vogue Dolls, avec qui Rothsein faisait régulièrement affaire depuis 1927. La marque Arranbee est définitivement abandonnée en 1961. 